# Puffin
Puffin byl lidskou silou poháněným letadlem postaveným ve Velké Británii skupinou nadšenců z Hadfield Man-powered Aircraft Club s podporou letecké továrny de Havilland. Po prvním letadle Puffin I následoval později modifikovaný Puffin II.

## Konstrukce a letové zkoušky
Puffin byl jednoplošník klasické koncepce, poloha pilota v přídi trupu byla vzpřímená, podobně jako u závodního bicyklu, šlapáním poháněl tlačnou vrtuli na konci trupu za ocasními plochami. Sekce křídla byla testována na zkušebním zařízení pod širým nebem za větrného dne. Konstrukce byla dřevěná, téměř výhradně z lehkého balsového dřeva, křídla byla potažena tenkou fólií Melinex (což je jenom jiný obchodní název pro Mylar).
Poprvé vzlétl 17. listopadu 1961, pokusy pokračovaly do dubna 1962, kdy byl Puffin zničen při havárii. Během pokusů byl několikrát upravován, nejdelší zaznamenaný let v přímé linii měl délku 908 m. Výkon pilota nestačil na let v zatáčce, ustálené zatáčky bylo dosaženo jenom při pokusech, kdy byl Puffin poháněn malým modelářským motorkem.

## Puffin II
Následovalo druhé letadlo, označované jako Puffin II. Při jeho stavbě byl převzat celý pohonný systém, křídlo s poněkud větším rozpětím a nosnou plochou využívalo profil vyvinutý dr. Wortmannem z univerzity ve Stuttgartu. Křídlo bylo proti prvnímu letadlu vyztuženo, čímž vzrostla jeho hmotnost. První let byl uskutečněn 27. srpna 1965. Puffin II však svými výkony svého předchůdce nepřekonal, nejdelší lety dosáhly délky kolem 800 m. Letové zkoušky byly ukončeny v dubnu 1969.

## Technické údaje

### Puffin I
- Rozpětí 25,6m
- Plocha 30,7 m2
- Hmotnost 53,2kg (po úpravách 57kg)

### Puffin II
- Rozpětí 28,3m
- Plocha 36,3 m2
- Hmotnost 63kg